# Hannovermässan

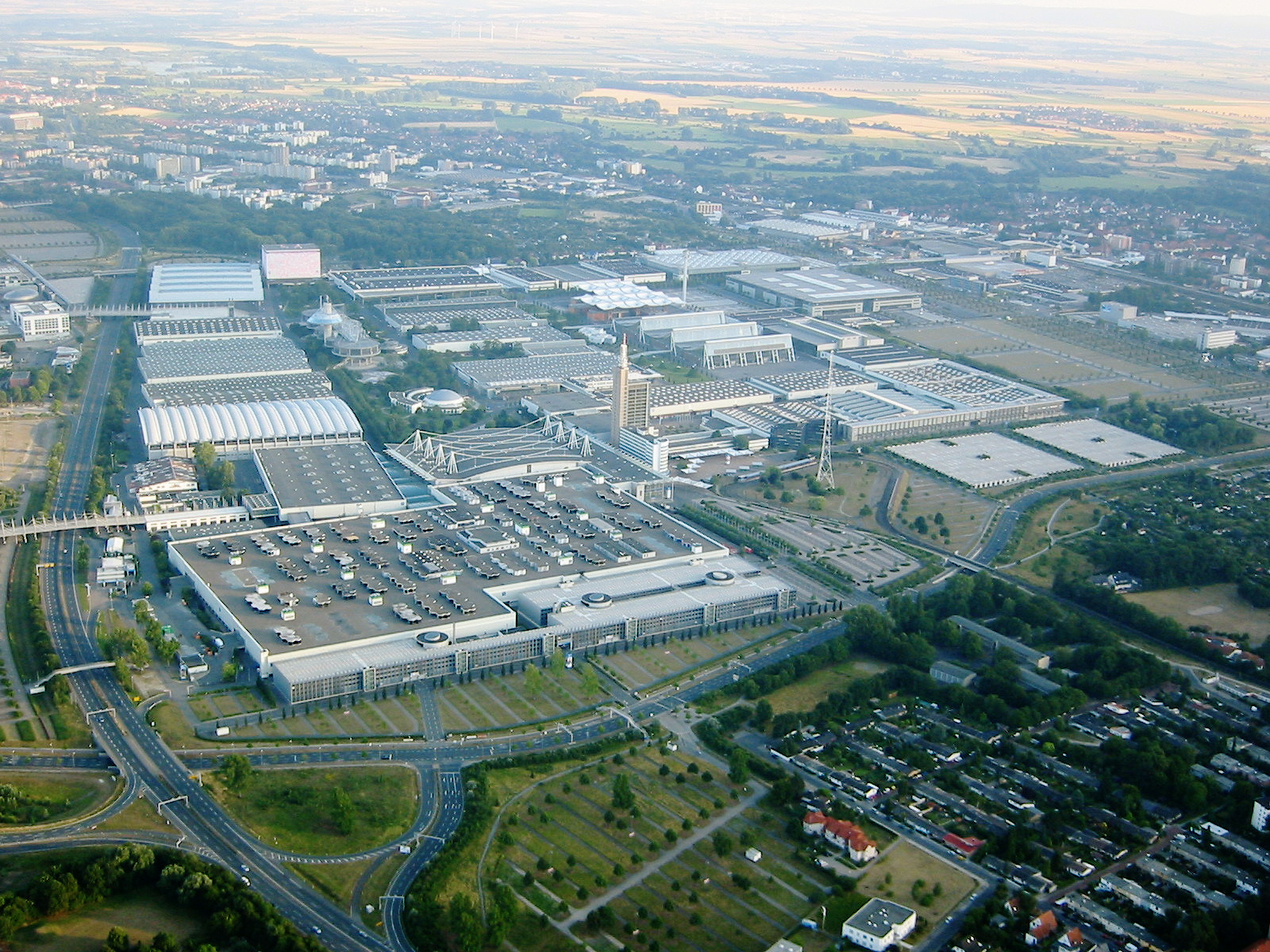
Mässområdet till Deutsche Messe i Hannover, Tyskland

Hannovermässan är ett mässområde/utställningsområde i utkanten av Hannover i Tyskland. 
Det är världens största mässområde i areal, med utställningsytor på 392.453 m² i 24 stora mässhallar. I Tyskland finns mässomåden också i Frankfurt am Main, Köln, Düsseldorf, München, Berlin, Nürnberg, Essen, Stuttgart och Leipzig, men Hannovers är störst. 

## Historia
Hannovermässan grundades 1947 som ersättning för Leipzigmässan, det traditionella mässomådet i Tyskland, som dock låg i sovjetisk ockupationszon dit man inte fick resa.

## Anslutningsresor
Det går spårvagn till mässområdet, och det går även tåg till järnvägsstationen Bahnhof Hannover Messe/Laatzen i närheten med anslutande rullande trottoar. Hannovers internationella flygplats har även den tågförbindelse och det finns direktförbindelser därifrån.

## Stora mässarrangemang
- Expo 2000, världsutställngen år 2000.
- Hannover Messe, årlig industrimässa
- CeBIT, världens ledande datamässa, hålls varje år.